# Ásmundur
Ásmundur ist ein männlicher isländischer Vorname. 

## Herkunft und Bedeutung
Ásmundur ist eine isländische Variante des Namens Asmund und leitet sich vom altnordischen Ásmundr ab. Ásmundr setzt sich zusammen aus Áss (Gott) und mundr (Schutz/Brautgeschenk).

## Namensträger
- Ásmundur Einar Daðason (* 1982), isländischer Politiker (Links-Grüne Bewegung)
- Ásmundur Friðriksson (* 1956), isländischer Politiker (Unabhängigkeitspartei)
- Ásmundur Guðmundsson (1888–1969), isländischer evangelisch-lutherischer Theologe
- Ásmundur Sveinsson (1893–1982), isländischer Bildhauer